# ウッド郡 (ウェストバージニア州)

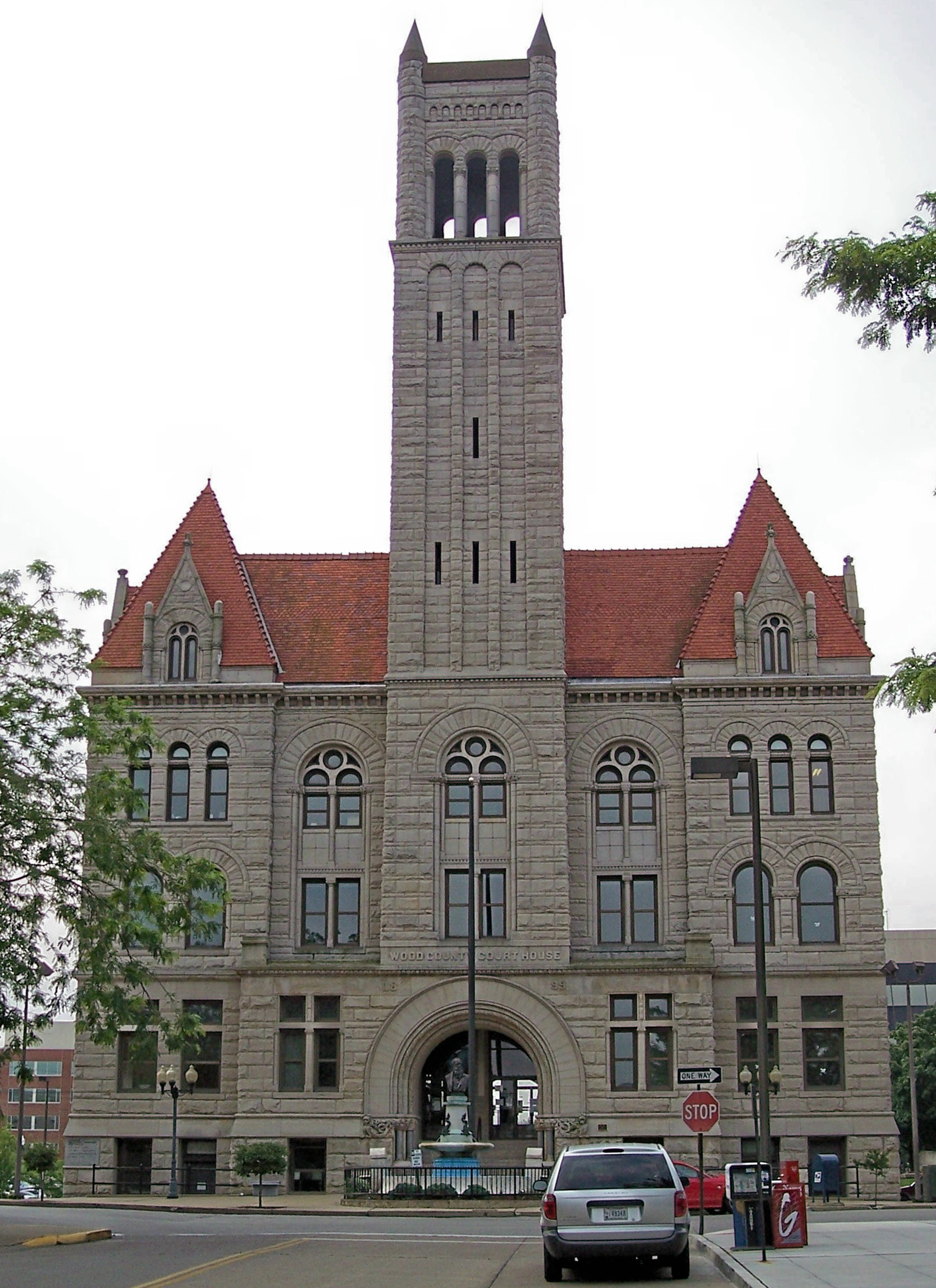
パーカーズバーグ市にあるウッド郡庁舎

ウッド郡（英: Wood County）は、アメリカ合衆国ウェストバージニア州の郡である。人口は8万4296人（2020年）。郡庁所在地はパーカーズバーグであり、同郡で人口最大の都市である。ウッド郡は1798年にハリソン郡の西部が分離して設立され、郡名は1796年から1799年までバージニア州知事を務めたジェイムズ・ウッドに因んで名付けられた。
ウッド郡はオハイオ州に跨るパーカーズバーグ・マリエッタ・ビエナ都市圏に属している。

## 歴史
ウッド郡は1798年12月21日にハリソン郡の一部から設立された。郡名は、アメリカ独立戦争時の准将であり、当時バージニア州知事を務めていたジェイムズ・ウッドに因んで名付けられた。

## 地理
アメリカ合衆国国勢調査局に拠れば、郡域全面積は377平方マイル (976 km2)であり、このうち陸地367平方マイル (951 km2)、水域は10平方マイル (25 km2)で水域率は2.56%である。
ウッド郡の北と西の境界はオハイオ川であり、オハイオ州との州境になっている。リトルカナー川が郡内を北西に流れ、パーカーズバーグでオハイオ川に注いでいる。リトルカナー川の支流としては、ウォーシントン・クリーク、タイガート・クリーク、ウォーカー・クリークがある。

### 主要高規格道路
| - 州間高速道路77号線 - アメリカ国道50号線 - ウェストバージニア州道2号線 - ウェストバージニア州道14号線 | - ウェストバージニア州道31号線 - ウェストバージニア州道47号線 - ウェストバージニア州道68号線 - ウェストバージニア州道95号線 |

### 隣接する郡
- ワシントン郡 (オハイオ州) - 北
- プレザンツ郡 - 北東
- リッチー郡 - 東
- ワート郡 - 南東
- ジャクソン郡 - 南
- メグズ郡 (オハイオ州) - 南西
- アセンズ郡 (オハイオ州) - 西

### 国立保護地域
- オハイオ川諸島国立野生生物保護区（部分）

## 人口動態
以下は2000年国勢調査による人口統計データである。
| 基礎データ - 人口: 87,986人 - 世帯数: 36,275 世帯 - 家族数: 24,884 家族 - 人口密度: 92人/km2（240人/mi2） - 住居数: 39,785軒 - 住居密度: 42軒/km2（108軒/mi2） 人種別人口構成 - 白人: 97.32% - アフリカン・アメリカン: 1.01% - ネイティブ・アメリカン: 0.21% - アジア人: 0.51% - 太平洋諸島系: 0.04% - その他の人種: 0.14% - 混血: 0.77% - ヒスパニック・ラテン系: 0.58% 年齢別人口構成 - 18歳未満: 23.0% - 18-24歳: 8.0% - 25-44歳: 27.9% - 45-64歳: 25.6% - 65歳以上: 15.5% - 年齢の中央値: 39歳 - 性比（女性100人あたり男性の人口） - 総人口: 92.4 - 18歳以上: 89.3 | 世帯と家族（対世帯数） - 18歳未満の子供がいる: 29.3% - 結婚・同居している夫婦: 54.3% - 未婚・離婚・死別女性が世帯主: 10.8% - 非家族世帯: 31.4% - 単身世帯: 27.1% - 65歳以上の老人1人暮らし: 11.5% - 平均構成人数 - 世帯: 2.39人 - 家族: 2.88人 収入と家計 - 収入の中央値 - 世帯: 33,285米ドル - 家族: 40,436米ドル - 性別 - 男性: 34,899米ドル - 女性: 22,109米ドル - 人口1人あたり収入: 18,073米ドル - 貧困線以下 - 対人口: 13.9% - 対家族数: 10.6% - 18歳未満: 20.5% - 65歳以上: 8.6% |

## 都市と町

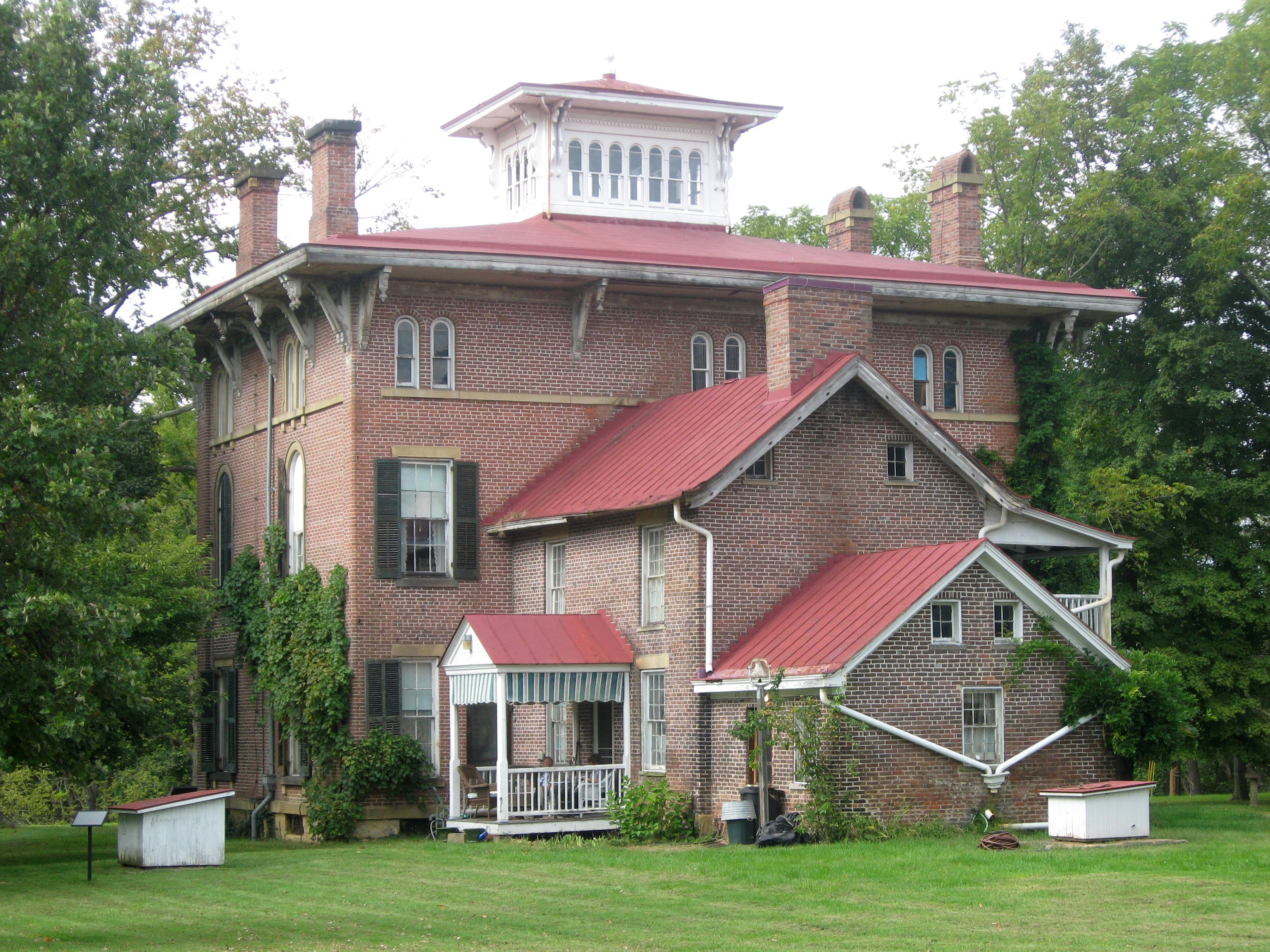
ウィリアムズタウンにあるヘンダーソン・ホール

### 法人化市と町
- パーカーズバーグ - 郡庁所在地
- ビエナ
- ウィリアムズタウン
- ノースヒルズ

次のリストは郡内の未編入町であるが、これで全てではない。

### 未編入の町
| - ベルビル - ブレナーハセット - ボーズ - ボニベイル - シーダーグローブ - セントラル - ダリソン - デイビスビル - ディアウォーク - フォートニール | - カナー - ルベック - ミネラルウェルズ - ニューイングランド - ペティビル - ロックポート - スレイト - ボルカノ - ウォーカー - ワシントン - ウェイバリー |